# Davey Boy Smith
David Smith (ur. 27 listopada 1962 w Golborne, zm. 18 maja 2002 w Invermere) – brytyjski wrestler bardziej znany spod pseudonimów ringowych jako Davey Boy Smith i The British Bulldog.
Wielokrotny zdobywca tytułów mistrzowskich w federacji World Wrestling Federation (obecnie WWE). Pierwszy w historii i najdłużej panujący WWF European Champion (206 dni panowania). Członek galerii sław WWE Hall of Fame (2020).

## Kariera

### Wczesne lata i początki kariery wrestlera (1978 – 1989)
Uordził się w angielskim Golborne w hrabstwie Lancashire. Jego kuzynem był Thomas Billington bardziej znany jako Dynamite Kid, z którym współtworzył tag team w wrestlingu. W 1978 w wieku 15 lat wziął udział w programie sportowym World of Sport emitowanym w sieci telewizyjnej ITV, gdzie występował w walkach wrestlingowych pod pseudonimem Young David w tag teamie z Dynamite Kidem. Później został zauważony przez Bruce’a Harta, który zaproponował mu treningi na terenie Kanady u boku Stu Harta. Następnie stał się głównym zapaśnikiem w promocji Stampede Wrestling. W 1983 zaczął występować na terenie Japonii w New Japan Pro-Wrestling. Niedługo potem Smith i Billington ponownie zaczęli występować w tag teamie pod nazwą The British Bulldogs.
W połowie lat 80. Smith i Billington jako The British Bulldogs trafili wraz z Bretem Hartem i Jimem Neidhartem do World Wrestling Federation (WWF). The British Bulldogs zaczęli prowadzić długi feud z The Hart Foundation (Bret Hart i Jim Neidhart) – rywalizacja ta został okrzyknięta jednym z najlepszych storyline’ów w historii wrestlingu. Na WrestleManii 2 The British Bulldogs pokonali The Dream Team złożony z Grega Valentine’a i Brutusa Beefcake’a o tytuły WWF Tag Team Championship. W 1988 zarówno Smith jak i Billington opuścili WWF wracając do Stampede Wrestling i japońskiej All Japan Pro Wrestling (AJPW). W lipcu 1989 Smith uległ poważnemu wypadkowi samochodowemu podróżując z Chrisem Benoit, Rossem Hartem i Jasonem the Terrible. Smith podróżował bez zapiętych pasów bezpieczeństwa na przednim siedzeniu co spowodowało, że wyleciał przez przednią szybę samochodu na chodnik – założono mu 135 szwów na głowie.

### Powroty do WWE oraz federacje niezależne (1990 – 1997)
W 1990 powrócił do federacji WWF i przyjął gimmick The British Bulldog (ang. brytyjski buldog). Przez kolejne dwa lata występował jako mid-carder na kolejnych wydarzeniach produkowanych przez WWF – pomimo tego stał się wielką gwiazdą zawodowych zapasów na terenie Wielkiej Brytanii. Uczestniczył również w tourach WWF po Europie w pierwszej połowie lat 90. na terenie Wielkiej Brytanii i Niemiec. W 1992 WWF wykorzystało popularność Bulldoga w Wielkiej Brytanii i zorganizowało galę SummerSlam (1992) na stadionie Wembley. Walką wieczoru tego SummerSlam było starcie The British Bulldoga z Bretem Hartem o WWF Intercontinental Championship. Bulldog został wprowadzony do ringu przez zawodowego pięściarza – Lennoxa Lewisa. Bulldog zwyciężył Harta zdobywając tytuł interkontynentalny przed ponad 80-tysięczną publicznością – wydarzenie to uznawane jest przez wrestlingowych ekspertów za najważniejsze osiągnięcie w karierze wrestlerskiej Smitha. Pod koniec października 1992 stracił tytuł na rzecz Shawna Michaelsa, a niedługo potem odszedł z federacji WWF.
Kolejno występował w innych promocjach Eastern Championship Wrestling (1992–1993) i All Japan Pro Wrestling (1993). W 1993 na chwilę związał się z World Championship Wrestling (WCW), gdzie występował w sojuszu ze Stingiem oraz prowadził rywalizację z Vaderem. W 1994 powrócił do Wielkiej Brytanii gdzie zaliczał występy dla promocji All Star Wrestling.
W 1994 powrócił do WWF na gali SummerSlam (1994) dołączając do Breta Harta przeciwko Owenowi Hartowi i Jimowi Neidhartowi. Na gali Royal Rumble (1995) wystąpił w Royal Rumble matchu gdzie doszedł do finału z Shawnem Michaelsem. Bulldog wyrzucił Michaelsa za górną linę i rozpoczął świętowanie zwycięstwa, jednak Michaels dotknął podłoża tylko jedną stopą, co pozwoliło mu na kontynuowanie walki – Michaels zaatakował Bulldoga od tyłu i wyeliminował go jako ostatniego przeciwka wygrywając Royal Rumble match w 1995. Niedługo później Bulldog założył tag team z Lexem Lugerem o nazwie The Allied Powers, który odnosił się do przyjaźni amerykańsko-brytyjskiej. W sierpniu 1995 podczas jednego z odcinków Monday Night Raw Bulldog wybrał na tag team partnera Diesela ponieważ Luger nie pojawił się w walce przeciwko tag teamowi Men on a Mission. Podczas starcia Bulldog niespodziewanie zaatakował Diesela przechodząc po raz pierwszy w swojej karierze heel turn. Następnie został członkiem stajni Jima Cornette’a – Camp Cornette, występując w tag teamie z Owenem Hartem.
W lutym 1997 został pierwszym w historii posiadaczem tytułu WWF European Championship, wygrywając turniej o ten tytuł poprzez zwycięstwo w finale nad Owenem Hartem. WWF European Championship stracił 20 września 1997 na rzecz Shawna Michaelsa.
W 1997 Bulldog i Owen Hart ponownie dołączyli do Breta Harta, Jima Neidharta, i Briana Pillmana, tworząc nowa stajnię The Hart Foundation jako stajnię heelów prowadzących feud ze Stone Coldem Steve’em Austinem oraz pozostałymi amerykańskimi wrestlerami. Rywalizacja ta przeniosła się na fanów wrestlingu – kanadyjscy kibice wspierali The Hart Foundation, a amerykańscy każdych innych zawodników prowadzących feud z The Hart Foundation.

### WCW i kolejny powrót do WWE (1997 – 2002)
Pod koniec 1997 powrócił do WCW, gdzie prowadził feud z Steve’em McMichaelem oraz tworzył tag team z Jimem Neidhartem. Dalsze występy Smitha w WCW przerywały mu kolejne kontuzje, które odnosił. Najpierw w kwietniu 1998 doznał urazu kolana, następnie we wrześniu 1998 nabawił się kontuzji pleców, przy której niemalże był blisko paraliżu - pauzował w występach przez sześć miesięcy. Podczas rekonwalescencji Smith otrzymał listownie rozwiązanie umowy z WCW. Ze względu na kontuzję pleców Bulldog zaczął przyjmować więcej środków przeciwbólowych (m.in. morfiny), co spowodowało jego uzależnienie się od opiatów.
We wrześniu 1999 powrócił po raz kolejny do WWF. Zaczął występować wtedy w spodniach dżinsowych zamiast w trykocie w barwach flagi Union Jack, który wcześniej był jego znakiem rozpoznawczym podczas walk wrestlingowych. 7 września 1999 podczas jednego z odcinków SmackDown! Smith pokonał Big Boss Mana o tytuł WWF Hardcore Championship, jednak tego samego wieczoru stracił tytuł, oddając pas Alowi Snow. Pod koniec października 1999 wygrał tytuł WWF European Championship pokonując D’Lo Browna. Mistrzostwo to stracił na gali Armageddon (1999). 6 maja 2000 ponownie sięgnął po WWF Hardcore Championship pokonując Crasha Holly, jednak już tydzień później ponownie stracił tytuł na rzecz Crasha podczas jednego z odcinków SmackDown!. 15 maja 2000 WWF poinformowało o rozwiązaniu kontraktu ze Smithem, jednak jeszcze 27 maja Bulldog pojawił się podczas house show federacji WWF w Edmonton, jednakże wystąpił w bardzo słabej kondycji przez co WWF zwolniło go niedługo potem, a Smith zaprzestał występów do swojej śmierci w 2002.
Tuż przed śmiercią rozpoczął jeszcze treningi wrestligowe z zamiarem powrotu do biznesu zawodowych zapasów. Sparował m.in. ze swoim synem Harrym.

### Inne media
Jego postać pojawiła się w kilkunastu grach komputerowych m.in.: WWF Super WrestleMania (1992), WWF In Your House (1996), WWF War Zone (1998), Legends of Wrestling II (2002), Showdown: Legends of Wrestling (2004), WCW/nWo Revenge (1998), WWF No Mercy (2000), WWE SmackDown! vs. Raw 2006, WWE SmackDown vs. Raw 2011 (jako postać DLC), WWE '13, WWE 2K16, WWE 2K17, WWE 2K18 i WWE 2K19.

### Tytuły i osiągnięcia
- All Japan Pro Wrestling

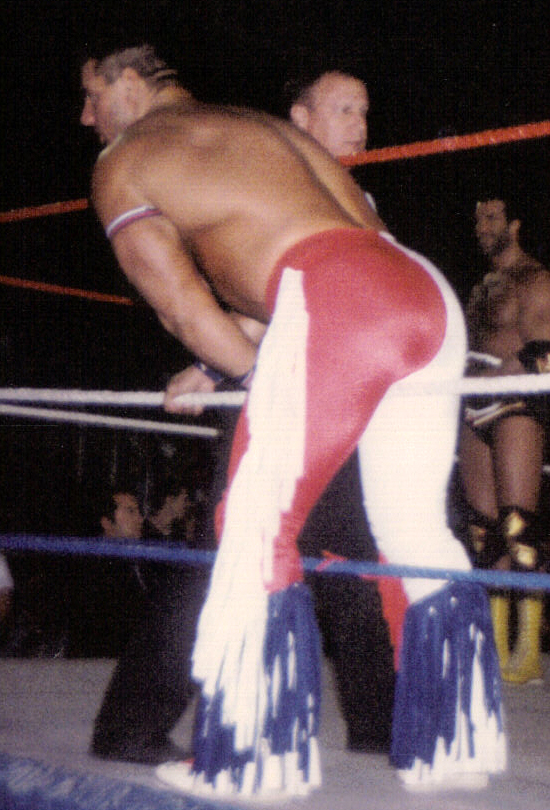
British Bulldog w swoim trykocie stylizowanym na barwy flagi Wielkiej Brytanii w 1995.

  - Zwycięzca 2 January Korakuen Hall Heavyweight Battle Royal (1989)
  - World’s Strongest Tag Determination League Fighting Spirit Award (1984, 1985) – z Dynamite Kidem
  - World’s Strongest Tag Determination League Skills Award (1989) – z Dynamite Kidem
- Canadian Wrestling Hall of Fame
  - Wprowadzony indywidualnie
  - Wprowadzony z rodziną Hartów
- Independent Wrestling Association
  - IWA Heavyweight Champion (1 raz)
- Pro Wrestling Illustrated
  - Walka roku (Match of the Year; 1992) vs Bret Hart na SummerSlam
  - Sklasyfikowany na 15. miejscu wśród 500 wrestlerów w zestawieniu PWI 500 w 1993 roku.
  - Sklasyfikowany na 53. miejscu wśród 500 wrestlerów w zestawieniu "PWI Years" w 2003 roku.
  - Sklasyfikowany na 5. miejscu i 84. miejscu wśród 100 tag teamów w zestawieniu "PWI Years" z Dynamite Kidem i Owenem Hartem w 2003 roku.
- Stampede Wrestling
  - Stampede International Tag Team Championship (2 razy) – z Bruce’em Hartem
  - Stampede British Commonwealth Mid-Heavyweight Championship (1 raz)
  - Stampede Wrestling International Tag Team Championship (2 razy) – z Dynamite Kidem
  - Stampede North American Heavyweight Championship (2 razy)
  - Stampede World Mid-Heavyweight Championship (1 raz)
  - Stampede Wrestling Hall of Fame (wprowadzony w 1995)
- World Wide Wrestling Alliance
  - WWWA Intercontinental Champion (1 raz)
- Wrestling Observer Newsletter
  - Najlepsza akcja (Best Wrestling Maneuver; 1984) Power clean dropkick
  - Najlepszy feud (Feud of the Year; 1997) The Hart Foundation vs Stone Cold Steve Austin
  - Najmniejszy progres (Most Unimproved; 1991)
  - Najlepszy tag team (Tag Team of the Year; 1985) z Dynamite Kidem
- WWE/World Wrestling Entertainment/Federation
  - WWF European Championship (2 razy, pierwszy mistrz[21])
  - WWF Intercontinental Championship (1 raz)
  - WWF Hardcore Championship (2 razy)
  - WWF Tag Team Championship (2 razy) – z Dynamite Kidem (1 raz) i Owenem Hartem (1 raz)
  - Zwycięzca Battle Royal at the Albert Hall (1991)
  - Zwycięzca turnieju o WWF European Championship (1997)
  - Zwycięzca turnieju o WWF World Tag Team Championship (1997) – z Owenem Hartem
  - WWE Hall of Fame (wprowadzony w 2020[22])

## Życie prywatne i śmierć
Wraz z żoną Dianą Hart doczekał się dwójki dzieci: syna Harry’ego (znanego pod pseudonimem David Hart Smith) oraz córkę Georgię. W styczniu 2000 rozwiódł się z Dianą. Również w 2000 zaczął uczęszczać do kliniki na leczenie odwykowe z powodu nadużywania opiatów i morfiny. Ponownie w 2000 został na krótko aresztowany z powodu gróźb zabójstwa kierowanych do swojej byłej żony Diany i jej siostry Ellie.
Zmarł 18 maja 2002 w wieku 39 lat na zawał serca. Przeprowadzona obdukcja wykazała m.in. obecność sterydów oraz środków przeciwbólowych w organizmie Smitha, jednak dr Julie Evans, która przeprowadzała autopsję denata wskazała, że poziom środków przeciwbólowych i sterydów nie zagrażał bezpośrednio życiu Smitha. Evans wskazała, że przyczyną śmierci British Bulldoga była kardiomegalia. Z kolei Bruce Hart stwierdził, że „Davey zapłacił cenę koktajlami sterydowymi i ludzkimi hormonami wzrostu”.